# Татарское имя
Татарские имена в современном виде в своей полной формуле представляют собой сочетание имени, отчества и фамилии. Ранее имели другую форму подобно арабским именам.

## Имя
Личные татарские имена по происхождению подразделяют на несколько типов:
- Древнетюркские: Даниф, Айдар, Айрат, Уразбика (Уразбикә), Тимерхан, Алтынчура (Алтынчүрә), Алтынбай и др.,
- Булгарские: Айсылу, Бикташ, Эльберди (Илбирде), Биктимер, Атрач (Әтрәч), Тутай, Туйбика (Туйбикә) и т. п.,
- Арабские: Альфия (Әлфия), Асия (Асия), Амир (Әмир), Габдулла, Галим, Гумер (Гомәр), Дамир, Ильнур (Илнур), Зия, Камиль (Камил), Лейсан (Ләйсән), Малика (Мәликә), Мафтуха, Мухаммат (Мөхәммәт), Наиль (Наил), Рамиль (Рамил), Раиль (Раил), Рауф, Фарит (Фәрит), Ибрагим (Ибраһим), Даут (Давыт), Даниял, Юсуф (Йосыф), Рафаэль, Якуб и т. п.
- Персидские: Азат, Гульнара (Гөлнара), Гульдана, Гульназ (Гөлназ), Зифа (Зифа), Ильдар (Илдар), Ильфат (Илфат), Рустем (Рөстәм), Фания (Фәния), Фанис и т. п.,
- Западноевропейские: Альберт, Альбина, Альфред, Артур, Венера, Марат[1], Регина, Ренат, Роберт, Фердинант, Элина, Эмиль, Эдуард, Эльвира и т. п.,
- Новотатарские: Айгуль (Айгөл), Гульсина, Ильдус (Илдус), Ирек, Ильгиз (Илгиз) и т. п.

Многие современные татарские имена резко отличаются от имён других тюркских народов тем, что гораздо чаще сочетают в себе западноевропейские личные имена с традиционными фамилиями тюрко-персо-арабского происхождения. Например: Ренат Ибрагимов, Ренат Акчурин, Роальд Сагдеев, Рудольф Нуреев, Альберт Асадуллин, Альфред Халиков, Рафаэль Хакимов, Эмиль Сайфутдинов, Роберт Нигматулин и т. д.
Распространённость западноевропейских личных имён среди татар объясняется влиянием театральных постановок и спектаклей по пьесам западноевропейских драматургов, которые были популярны среди татарских зрителей в предвоенные и послевоенные годы.

## Отчество
Отчество образуется от имени отца; в татарской транскрипции после имени отца добавляется улы (сын) или кызы (дочь); в русской — окончания -вич, -вна. В просторечии вместо «улы» иногда применяют «малае» или «углы» (более архаичный вариант).
Пример: Абдулла кызы или Абдулловна; Камил улы или Камилевич.

## Фамилия
Татарские фамилии в основном образованы от имён какого-либо предка мужского пола. У татар фамилии начали распространяться по мере попадания в орбиту русского государства и имели русские окончания -ов, -ин. В начале они появились у татарских мурз, у которых образовывались по имени последнего в роду бека (татарского князя): Акчурины, Янбулатовы, Яушевы и т. д. У основной части татарского населения вместо фамилий в русском написании использовались полуотчества образованные от имени отца, а в татарском отчества с приставкой «углы» (сын) или «кызы» (дочь): Альметев (Әлмәт углы), Субаев (Субай углы), Мурзакаев (Морзакай углы), Масагутов (Мәсәгут углы), Балтин (Балта углы) и т. д. Эти полуотчества постепенно начали закрепляться за татарами в виде полноценных официальных фамилий и даже на татарском языке их стали писать на русский манер: Альметев (Әлмәтеф), Субаев (Субайеф), Мурзакаев (Морзакайеф), Масагутов (Масәгутыф), Балтин (Балтин, Балтаеф) и т. д. Этот процесс в городах шел на протяжении XVIII—XIX вв., а в деревнях в 1930—1950 гг..
Впрочем, у казанских татар бытовали и народные неофициальные фамилии, которые, так же как и у русских, отвечали на вопрос: «чей?», например: Бакыйныкылар (Бакиевы), Валитнекеләр (Валитовы), Мифтахнәселе (род Мифтаха) и т. д. Татарские окончания -ныкы, -неке в этих фамилиях вероятнее всего калька с русского языка, появившаяся относительно недавно — на рубеже XVIII—XIX вв..
Представители татарской интеллигенции нередко на ряду с официальной фамилией оканчивающейся на -ов, -ин используют татарские варианты фамилий без этих окончаний, например — Тукаев или Тукай (Tukay); Сайфутдинов или Сәйфетдин (Səyfetdin); Шарифуллин или Шәрифулла (Şərifulla), Залилов или Җәлил (Cəlil). В кон. XX — нач. XXI вв. зафиксированы случаи официальной смены фамилии, когда носители татарских фамилий удаляли из нее русские окончания.
Исключение составляют фамилии татарских мурз, служилых татар и отдельных мишарских родов, которые появлялись с XVI века. Они зачастую отличаются от обычных татарских фамилий, так как образованы от имён, ныне не встречающихся у татар (Акчурин, Еникеев, Дивеев и др.), а также могут быть образованы от русских корней (например, Клейменовы получили такую фамилию за участие в пугачёвском восстании).
Из фамилий, образованных от профессий, можно выделить Урманчеев — «лесник» и Аракчеев — «аракчи» (тюрк. araqcin — головной убор)